# محمد سبزواری

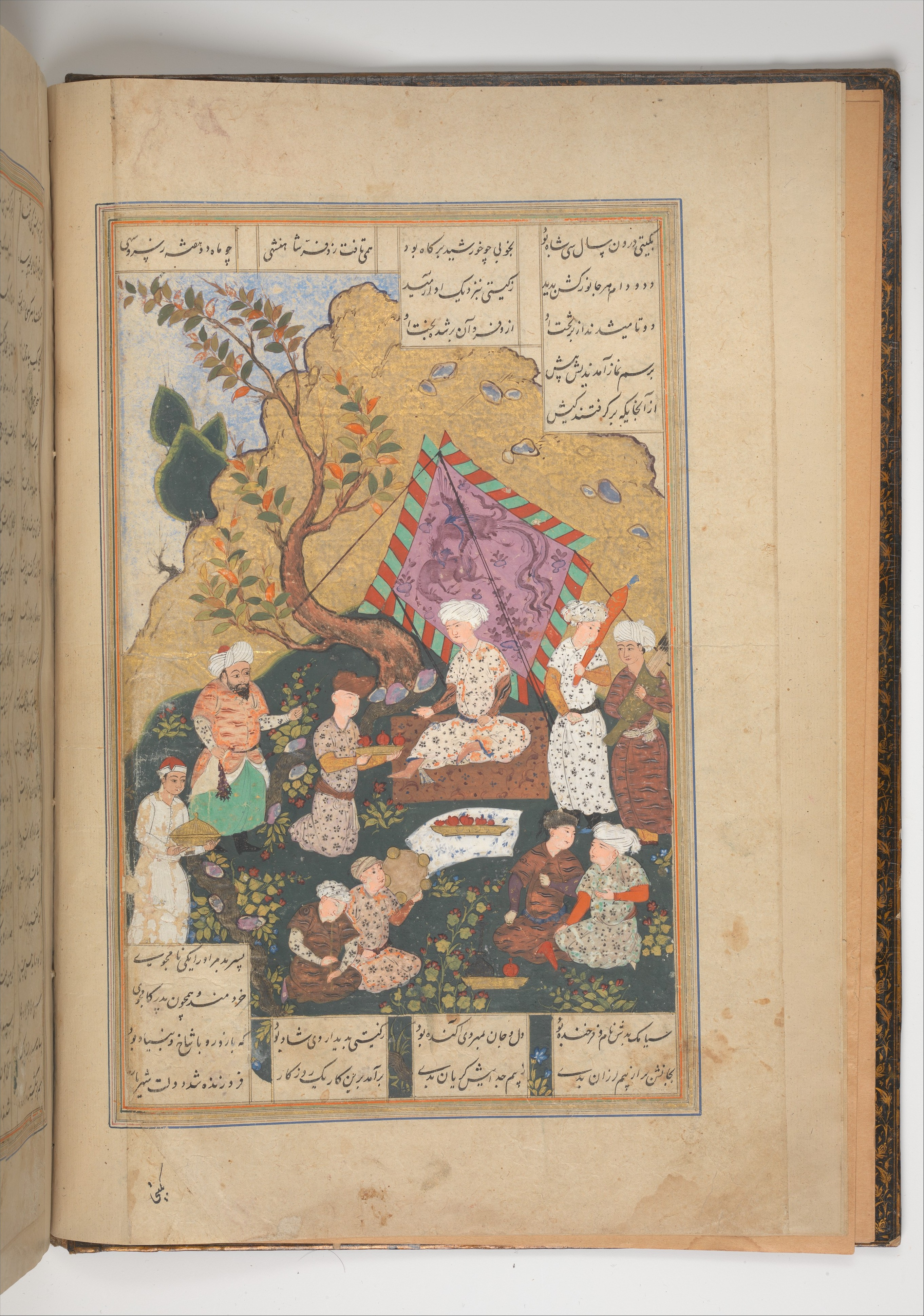
برگی از شاهنامه به خطاطی شاه محمد سبزواری

محمد سبزواری نگارگر، رسّام و خوشنویس ایرانی در عصر شاه تهماسب یکم و شاه اسماعیل دوم (نیمه دوم صدۀ شانزدهم میلادی / دهم هجری) بود. در دوران پادشاهی شاه اسماعیل دوم، کتابخانه پادشاهی مرکز تجمع بزرگان نامدار ادب و هنر بود. این پادشاه، کتابخانه سلطنتی را که در زمان شاه تهماسب تعطیل شده بود دوباره بازگشایی کرد و بسیاری از هنرمندان بلندآوازه که پراکنده شده بودند، از جمله، محمد سبزواری را در آنجا گرد آورد. اسکندربیک ترکمان در کتاب عالم‌آرای عباسی درباره او می‌نویسد: «در فن تصویر، رنگ‌آمیزی یکه‌صورت، دم از یکتایی می‌زده؛ الحق در آن دعوی، صادق و همه استادان نقش‌پرداز در این ماده با او موافق بودند. نستعلیق بسیار خوب می‌نوشت»
«محتملا در تبریز شاگرد دوست‌محمد بود؛ و حتی در مصورسازی شاهنامه تهماسبی با هنرمندان برجسته مکتب تبریز همکاری داشت. بعدها در مشهد به خدمت ابراهیم میرزا صفوی درآمد. در مصورسازی نسخه خطی هفت اورنگ جامی ویژگیهای شیوه کارش رخ نمودداد. در قزوین، به جمع هنرمندان دربار شاه اسماعیل دوم صفوی پیوست. او به مشاهدۀ دنیای واقعی و تجسم حالات و سکنات آدمها اهمیت می‌داد. به خصوص، در طراحی‌هایش (مثلاً: جوان نشسته با گل و کتابی در دستانش؛ محتملاً ۱۵۶۰/ ۹۶۸ ق)، نشانه‌هایی از تحول واقع‌گرایی در نقاشی پس از کمال‌الدین بهزاد را می‌توان تشخیص داد.»